# Faro El Rincón
Faro El Rincón, es un faro de Argentina, se encuentra en la provincia de Buenos Aires, en el extremo sudeste de la península Verde. Este faro señala la entrada a la Base Naval Puerto Belgrano y a Bahía Blanca. La torre del faro es una estructura de hormigón armado y se encuentra entre las más altas del mundo.  El faro se encuentra habilitado.
En sus orígenes el sistema lumínico era alimentado con petróleo, después fue alimentado con gas de acetileno, en el año 1980 se implementó un sistema de energía eléctrica autónomo.
Se construyó sobre un terreno de 4 hectáreas, que fueron donadas al Ministerio de Marina por Adolfo Luro.